# 田邉淳
田邉 淳（たなべ あつし、1978年6月25日 - ）は、日本のラグビー指導者。現在ジャパンラグビーリーグワンクボタスピアーズ船橋・東京ベイのアシスタントコーチを務めている。

## プロフィール
- 奈良県出身。
- ポジションはセンター(CTB)、フルバック(FB)。
- 身長 171 cm、体重 76 kg
- 日本代表通算キャップ数は3。
- ニックネームはスラッシー。

## 来歴
ラグビーは3歳の時に茨木ラグビースクールで始めた。
報徳学園高校、シャーリーボーイズ高校、クライストチャーチ教育大学を経て、2003年、三洋電機へ加入。同年の9月14日に行われたジャパンラグビートップリーグ第1節の近鉄ライナーズ戦にて途中出場で公式戦初出場を果たす。
2010年11月6日に行われたリポビタンDチャレンジカップロシア戦で日本代表初キャップを獲得した。
2013年、現役を引退した。
2014年、パナソニックワイルドナイツのBKコーチに就任。2016年、サンウルブズのアシスタントコーチに就任。
2019年、クボタスピアーズのアシスタントコーチに就任。

## 受賞歴
- 2007-2008シーズン:ベストフィフティーン
- 2009-2010シーズン:トップリーグ得点王、ベストキッカー、ベストフィフティーン
- 2010-2011シーズン:ベストキッカー、ベストフィフティーン